# Ленточник амфисса
Ленточник амфисса (Limenitis amphyssa) — дневная бабочка из семейства нимфалид.

## Этимология
Видовое название дано в честь Амфиссы — в греческой мифологии — дочери сицилийского или фессалийского царя Эхета, по приказу которого она была ослеплена медной спицей, а потом усажена молоть железные зерна тяжелой ручной мельницей.

## Описание
Размах крыльев бабочек составляет 45—65 мм. Основной фон крыльев тёмно-бурого цвета. На переднем крыле располагается два-три привершинных пятна белого цвета, а также удлинённой формы белые пятна в центральной ячейке и поперечная перевязь из белых пятен различного размера. Посередине заднего крыла проходит весьма широкая поперечная белая перевязь. В прикраевой области обеих пар крыльев находится перевязь из узких охристо-коричневых пятен-штрихов, более выраженная на заднем крыле. Центральная ячейка на передних и задних крыльях не замкнута. На передних крыльях жилки R1, R2 не ветвятся, начинаются от центральной ячейки. Жилки R3, R4, R5 имеют общий ствол, который также начинается от центральной ячейки. К костальному (переднему) краю переднего крыла выходят жилки R1 и R2, а R3 выходит к вершине крыла, R4, R5 — к внешнему краю крыла. Голова с голыми глазами без волосков. Губные щупики покрыты волосками. Усики имеют постепенно утолщающуюся веретеновидную булаву. Тело одноцветное — чёрно-бурое. Передние ноги редуцированы, не используются при хождении, лишены коготков и покрыты густыми волосками. Задние голени с одной парой шпор. Половой диморфизм не выраженный. Он проявляется в том, что самка крупнее самца, белые элементы рисунка её крыльев больше.
Нижняя сторона крыльев оранжевая либо коричневато-рыжая, внутренняя область переднего крыла буроватая. Светлый рисунок повторяет верхнюю сторону крыльев.

## Биология
Населяет лиственные и смешанные леса, пойменные леса, участки вдоль дорог, рек и других водоёмов, заливные луга с кормовыми растениями, пригодными для питания гусениц. На территории всего ареала ленточник развивается в одном поколении за год. Время лёта с середины июня до августа. Взрослые особи ведут весьма скрытный образ жизни и проводят бо́льшую часть времени в верхнем ярусе леса — летают в кронах деревьев, изредка спускаясь к земле. Самцы часто образуют скопления на влажной почве по берегам луж и ручьев, а также кормятся на трупах мелких животных (лягушек, мелких млекопитающих и т. п.), навозе, экскрементах крупных животных.
Гусеница с красно-коричневыми ветвистыми шипами, питается на жимолости Маака (Lonicera maackii). Куколка белого цвета, серебристая.

## Ареал
Центральный и Северо-восточный Китай, Корея, Россия — Приморский край, Уссурийский край.